# The Trial of the Chicago 7
The Trial of the Chicago 7 är en amerikansk biografisk rättegångsfilm från 2020. Filmen är skriven och regisserad av Aaron Sorkin och innehåller en ensemble med skådespelare som Yahya Abdul-Mateen II, Sacha Baron Cohen, Daniel Flaherty, Joseph Gordon-Levitt, Michael Keaton, Frank Langella, John Carrol Lynch, Eddie Redmayne, Noah Robbins och Jeremy Strong.
Filmen blev nominerad till sex Oscars.

## Handling
I augusti 1968 samlas flera organisationer i Chicago för att demonstrera emot Vietnamkriget. Några månader senare blir ledarna för organisationerna arresterade och anklagade för att ha uppmanat till upplopp. Väl i domstolen får de en domare som redan verkar ha bestämt sig för hur han ska ta beslutet. 

## Rollista (i urval)
- Eddie Redmayne – Tom Hayden
- Sacha Baron Cohen – Abbie Hoffman
- Alex Sharp – Rennie Davis
- Jeremy Strong – Jerry Rubin
- John Carroll Lynch – David Dellinger
- Noah Robbins – Lee Weiner
- Daniel Flaherty – John Froines
- Yahya Abdul-Mateen II – Bobby Seale
- Mark Rylance – William Kunstler
- Joseph Gordon-Levitt – Richard Schultz
- Ben Shenkman – Leonard Weinglass
- J.C. MacKenzie – Tom Foran
- Frank Langella – Domare Julius Hoffman
- Kelvin Harrisson Jr. – Fred Hampton
- Michael Keaton – Ramsey Clark
- Wayne Duvall – Paul DeLuca
- Caitlin FitzGerald – Daphne O'Connor

## Produktion
Filmen fick premiär den 25 september 2020, men på grund av Covid-19-pandemin så gick den upp på väldigt få biografer och enbart 10 personer fick gå på varje visning. Filmen gick därför snabbt upp på Netflix, redan några veckor senare den 16 oktober.

## Mottagande
The Trial of the Chicago 7 fick ett positivt bemötande och har till exempel 89% på Rotten Tomatoes. Av svenska kritiker fick den blandat betyg med alltifrån medel- till toppbetyg. Alla skådespelare blev unisont hyllade för sina insatser.
Filmen kom att få sex oscarsnomineringar i kategorierna Bästa film, Bästa manus, Bästa foto, Bästa klippning, Bästa originalsång och Sacha Baron Cohen fick en nominering för Bästa manliga biroll. Aaron Sorkin vann en Golden Globe för Bästa manus.